# انقلاب 1980 في ليبيريا
وقع الانقلاب الليبيري 1980 في 12 أبريل 1980، عندما قام فصيل ليبيري من السكان الأصليين للقوات المسلحة الليبيرية تحت قيادة الرقيب الرئيسي صمويل دو، بالإطاحة بحكم الرئيس ويليام تولبرت وقتله.
بعد فترة انتقالية، حكم دو البلاد طوال الثمانينيات حتى مقتله في 9 سبتمبر 1990 خلال الحرب الأهلية الليبيرية الأولى.

## الأحداث
في الساعات الأولى من يوم 12 أبريل 1980، قام 17 ضابط صف وجنود من القوات المسلحة الليبرية بقيادة الرقيب صمويل دو بانقلاب عنيف. كان جميع المتآمرين ليبيريين أصليين، بينما ينتمي تولبرت إلى الليبيريين الأمريكيين، المجتمع الذي حكم البلاد منذ إعلان الاستقلال الليبيري في عام 1847. دخلت المجموعة القصر التنفيذي (القصر الرئاسي) وقتلت تولبرت، وألقت جثته في مقبرة جماعية مع 27 من ضحايا الانقلاب. يقال أن هاريسون بينوه هو الشخص الذي قتل تولبرت. في وقت لاحق، تجمع حشد من الليبيريين الغاضبين ليصرخوا بالشتائم ويرشقون الجثث بالحجارة.[متى؟]

## بعد الانقلاب
بحلول نهاية أبريل، كان معظم أعضاء مجلس الوزراء في إدارة تولبرت قد قُدموا للمحاكمة في محكمة الكنغر وحُكم عليهم بالإعدام. وأُعدم 13 منهم علناً رمياً بالرصاص في 22 أبريل على شاطئ بالقرب من مركز باركلي للتدريب في العاصمة مونروفيا.
نجا أربعة أعضاء فقط من إدارة تولبرت من عواقب الانقلاب. وكان من بينهم وزيرة المالية، والرئيسة المستقبلية إلين جونسون سيرليف، ونائب الرئيس بيني دي وارنر، ووزيرة الزراعة فلورنس تشينويث، تمكنت تشينويث من الفرار إلى سيراليون المجاورة قبل أن تشق طريقها إلى الولايات المتحدة، بينما كان وارنر خارج البلاد وقت الانقلاب. عادت كل من سيرليف وتشينويث لاحقًا إلى السياسة الليبيرية بعد وفاة صمويل دو.
بعد الانقلاب، تولّى صمويل دو رتبة جنرال وأنشأ مجلس إنقاذ الشعب (PRC)، الذي يضم - بالإضافة إليه - 14 ضابطا آخر من ذوي الرتب المنخفضة، لحكم البلاد. تم حل المجلس بعد الانتخابات العامة عام 1985، والتي تم فيها انتخاب صمويل دو رئيساً؛ أدّى اليمين الدستورية في 6 فبراير 1986. استمر دو في حكم البلاد حتى اغتيل في 9 سبتمبر 1990 من قبل الجبهة الوطنية الوطنية المستقلة الليبيرية، بقيادة برنس جونسون، خلال الحرب الأهلية الليبيرية الأولى.